# Бютт-Веллі (Каліфорнія)
Бютт-Веллі (англ. Butte Valley) — переписна місцевість (CDP) в США, в окрузі Б'ютт штату Каліфорнія. Населення — 945 осіб (2020).

## Географія
Бютт-Веллі розташований за координатами 39°40′10″ пн. ш. 121°38′45″ зх. д. / 39.66944° пн. ш. 121.64583° зх. д. (39.669450, -121.645846).  За даними Бюро перепису населення США в 2010 році переписна місцевість мала площу 47,40 км², з яких 47,37 км² — суходіл та 0,03 км² — водойми.

## Демографія
Згідно з переписом 2010 року, у переписній місцевості мешкало 899 осіб у 339 домогосподарствах у складі 257 родин. Густота населення становила 19 осіб/км².  Було 371 помешкання (8/км²).
Расовий склад населення:
| - 87,0 % — білих - 2,1 % — корінних американців - 1,0 % — азіатів - 0,1 % — вихідців з тихоокеанських островів - 4,7 % — осіб інших рас |

До двох чи більше рас належало 5,1 %. Частка іспаномовних становила 9,9 % від усіх жителів.
За віковим діапазоном населення розподілялося таким чином: 20,8 % — особи молодші 18 років, 65,9 % — особи у віці 18—64 років, 13,3 % — особи у віці 65 років та старші. Медіана віку мешканця становила 46,3 року. На 100 осіб жіночої статі у переписній місцевості припадало 102,5 чоловіків;  на 100 жінок у віці від 18 років та старших — 102,3 чоловіків також старших 18 років.
За межею бідності перебувало 5,9 % осіб, у тому числі 0,0 % дітей у віці до 18 років та 14,0 % осіб у віці 65 років та старших.
Цивільне працевлаштоване населення становило 266 осіб. Основні галузі зайнятості: освіта, охорона здоров'я та соціальна допомога — 52,3 %, будівництво — 14,3 %, мистецтво, розваги та відпочинок — 10,9 %, публічна адміністрація — 10,2 %.